# Ruberodon
Ruberodon — вимерлий рід траверсодонтидових цинодонтів, відомий з типу і єдиного виду Ruberodon roychowdhurii з пізнього тріасу Індії. Руберодон був названий у 2015 році на основі кількох ізольованих нижніх щелеп, знайдених у формації Тікі. На нижній щелепі руберодона є три пари різців, одна пара іклів і 9 пар щічних зубів. Перша пара різців збільшена і виступає вперед від кінчика щелепи, а між іклами та щічними зубами є проміжок, який називається діастемою. Філогенетичний аналіз показує, що серед траверсодонтидів R. roychowdhurii найбільше пов’язаний з Exaeretodon statisticae, який також походить з Індії.